# Rákoš (Košice)
Rákoš (in ungherese Abaújrákos) è un comune della Slovacchia facente parte del distretto di Košice-okolie, nella regione di Košice.